# Indianoinocellia pilicornis
Indianoinocellia pilicornis là một loài côn trùng trong họ Inocelliidae thuộc bộ Raphidioptera. Loài này được Carpenter miêu tả năm 1959.